# Juan Montalvo
Pour les articles homonymes, voir Montalvo.
Juan María Montalvo Fiallos était un écrivain et philosophe équatorien né à Ambato le 13 avril 1832 et mort à Paris le 17 janvier 1889.

## Biographie
Son grand-père, José Santos Montalvo, né en Andalousie et émigré en Amérique, après quelques années de travail dans un groupe des gens qui cherchent à rassembler l'écorce de quinquina dans les territoires du Panama, du Venezuela et de Colombie, arrive en Équateur où il travaille comme marchand ambulant de tissus.
À Guano, en Équateur, il rencontre Jacinta Oviedo, avec qui il s'est marié, le 18 mai 1772, et avait 16 enfants Alejandro, Enrique, José Antonio, Andrés, Nicolás, Javier Avelino, José Manuel Vicente, Marcos (né le 25 avril 1786), Petrona, Teresa, Antonio, Benito, José Leandro, Gerónimo, José Manuel et Javier. Marcos, père de Juan Montalvo, a également travaillé comme un marchand de tissus. Pendant un de ses voyages d'affaires, il arrive au Quinchicoto, une petite ville près de Ambato, où il rencontre María José Fiallos y Villacreces et avec qui il se marie dans l'église "La Matriz" à Ambato, le 20 janvier 1811.
Le 12 novembre 1820, Marcos Montalvo prend part à l'attaque de la Caserne Realista Espagnole à Ambato. Il combattit aussi dans la bataille de Huachi, été persécuté et s'est réfugié à Guayaquil. Il revient à Ambato où il construit sa maison et un magasin. Là, ses 16 enfants sont nés.
Le premier fils Francisco, né en 1812, était un avocat, Francisco Javier, né en 1819, était professeur et journaliste, recteur de l'école Bolivar (Ambato) et San Fernando (Quito).
Quand Juan Montalvo avait 4 ans, il tombe malade d'une variole, une maladie qui laisse de légères marques sur son visage. À l'âge de 6 ans, Juan entre dans une petite école de Ambato et en deuxième année d'école primaire, l'ancien président Vicente Rocafuerte visitait son école, événement que Montalvo décrit dans son livre "El regenerador".
Lorsque Juan Montalvo avait 11 ans (1843), son frère aîné, Francisco, a été exilé au Pérou par ordre du président Juan José Flores. Cet événement a marqué Montalvo et a généré son antipathie contre l'abus de pouvoir et de dictatures. Francisco est retourné deux ans plus tard et a pris Juan à Quito pour poursuivre ses études dans l'école San Fernando. L'éloignement de sa maison et l'environnement scolaire sévère ont fait de lui un jeune homme solitaire et un peu misanthrope, presque toujours isolé, observateur et silencieux.
Le 21 juin 1848, Juan Montalvo passe ses examens de Grammaire en Latin et Castillan et a été approuvé avec mention très bien du "Convictorio de San Fernando". La même année, il s'inscrit au séminaire San Luis pour compléter son baccalauréat, et trois ans plus tard, il a été diplômé du baccalauréat en Philosophie.
Il est en particulier l'auteur d'un pamphlet intitulé « La tyrannie perpétuelle » contre Garcia Moreno, président de l'Equateur. En apprenant l'assassinat de Garcia Moreno, Juan Montalvo eut une phrase restée célèbre : « Mi pluma lo mató » («C'est ma plume qui l'a tué»).
Un monument a été érigé en son honneur au Parc de l'Amérique-Latine dans la ville de Québec, au Canada, et dans le square de l'Amérique-Latine, dans le 17e arrondissement de Paris.

## Ouvrages
- Las catilinarias (1880)
- Capítulos que se le olvidaron a Cervantes (1868) - Montalvo's only novel
- Libro de las pasiones (published posthumously in 1935) contains the dramas La Leprosa, Jara, Granja, El Descomulgado and El Dictador
- Siete Tratados (1882)
- Geometría Moral (published posthumously in 1902)
- Judas (1872)